# Matías Porcari
Matías Sebastián Porcari (Laguna Larga, 12 aprile 1986) è un ex calciatore argentino, di ruolo centrocampista.

## Carriera

### Club
Ha giocato nella massima serie dei campionati argentino, uruguaiano, ungherese e serbo, e nella seconda divisione argentina.